# Casata dei Franckenstein

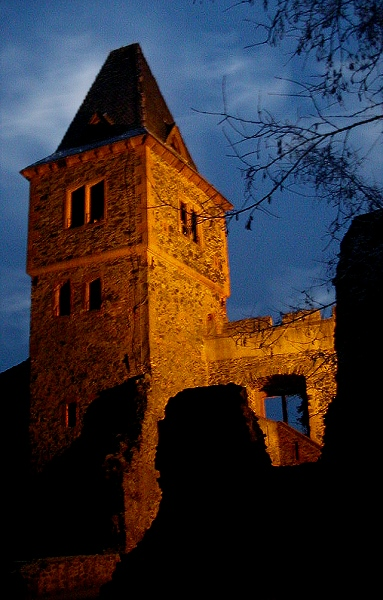
Torrione del castello di Frankenstein.

I Frankenstein (o anche Franckenstein) sono stati una nobile famiglia tedesca, originaria della Franconia, discendente dai signori di Lützelbach di Höchst im Odenwald o da un ramo di quest'ultima famiglia, i signori di Breuberg in Assia.

## Leggenda
Secondo alcune fonti nel 948 un certo Arbogast von Franckenstein ha confermato, in due contratti con l'abate di Lorsch, di proteggere i convogli commerciali sulla Bergstraße e il loro passaggio sul reame dei Franckenstein fino al confine, dove i conti di Breuberg avrebbero poi assunto questo compito. Nello stesso anno, questo cavaliere Arbogast avrebbe vinto il torneo di Colonia, al quale era stato invitato dell'arcivescovo Bruno I di Colonia, che si presume fosse stato in precedenza vescovo di Lorsch.
L'Arbogast von Franckenstein citato nel libro dei tornei di Georg Rüxners è probabilmente leggendario, poiché le informazioni di Rüxner - specie quelle riferite ai "secoli precedenti" - non sono sempre affidabili. I contratti menzionati non sono negli archivi dell'abbazia di Lorch, ma appaiono solo nella letteratura secondaria.
È invece certo che i signori di Frankenstein discendano da Conrad II Reiz di Breuberg, noto anche come Corrado I von Frankenstein († 1264), e pertanto la famiglia Frankenstein non poteva nascere fino al XIII secolo.

## Storia

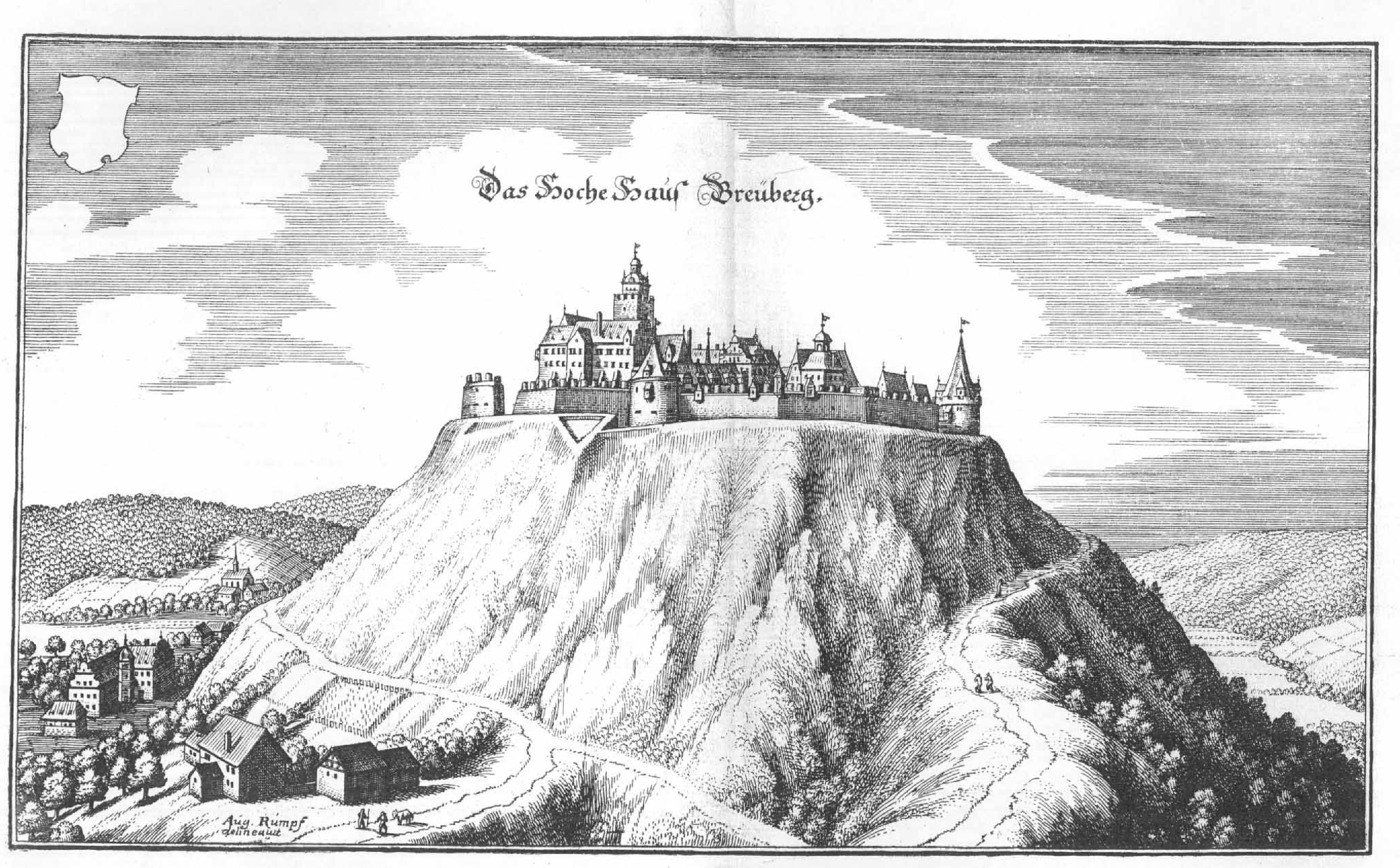
Il castello di Breuberg, illustrazione di Matthäus Merian, 1648.

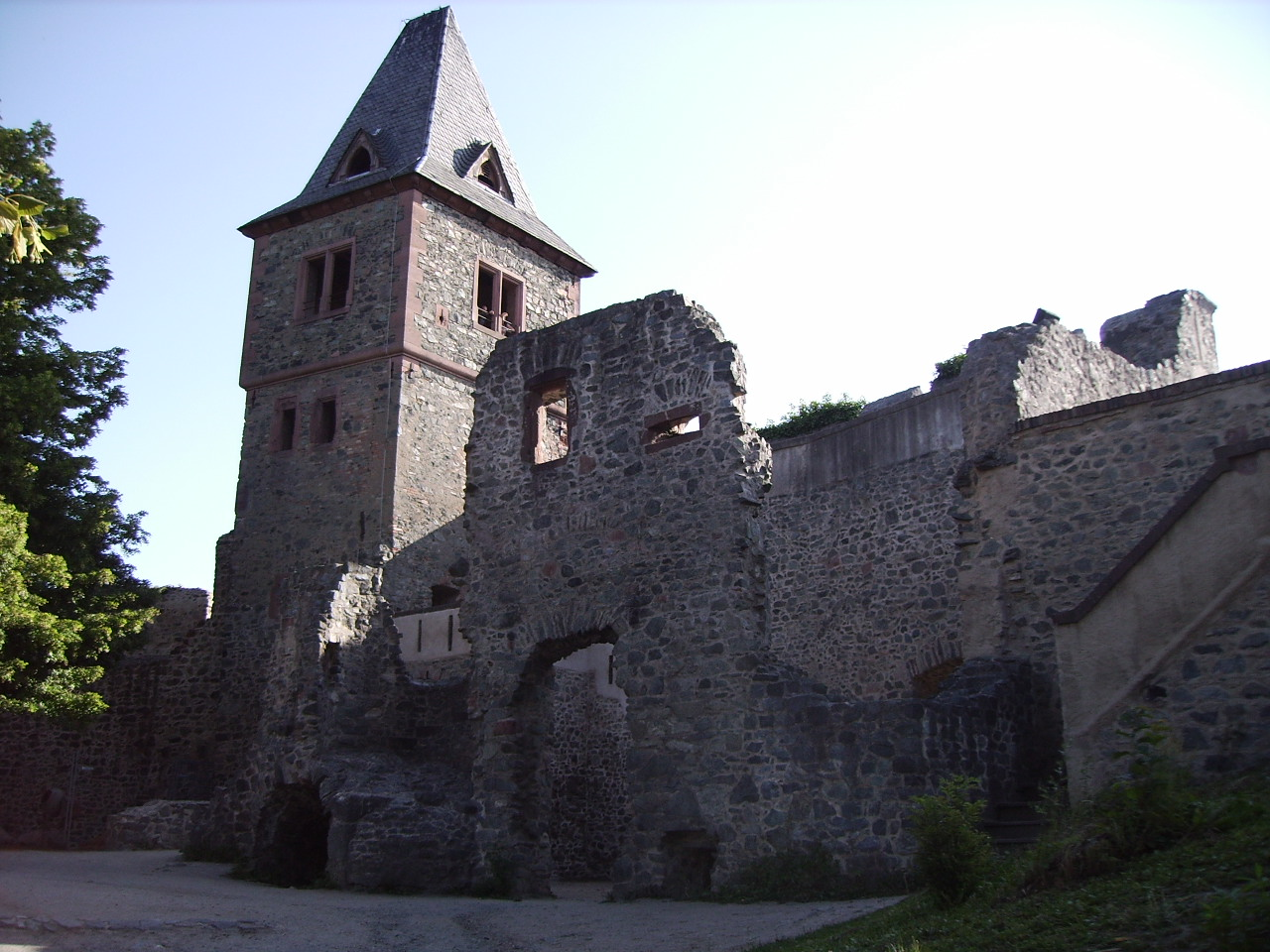
Il castello di Frankenstein.

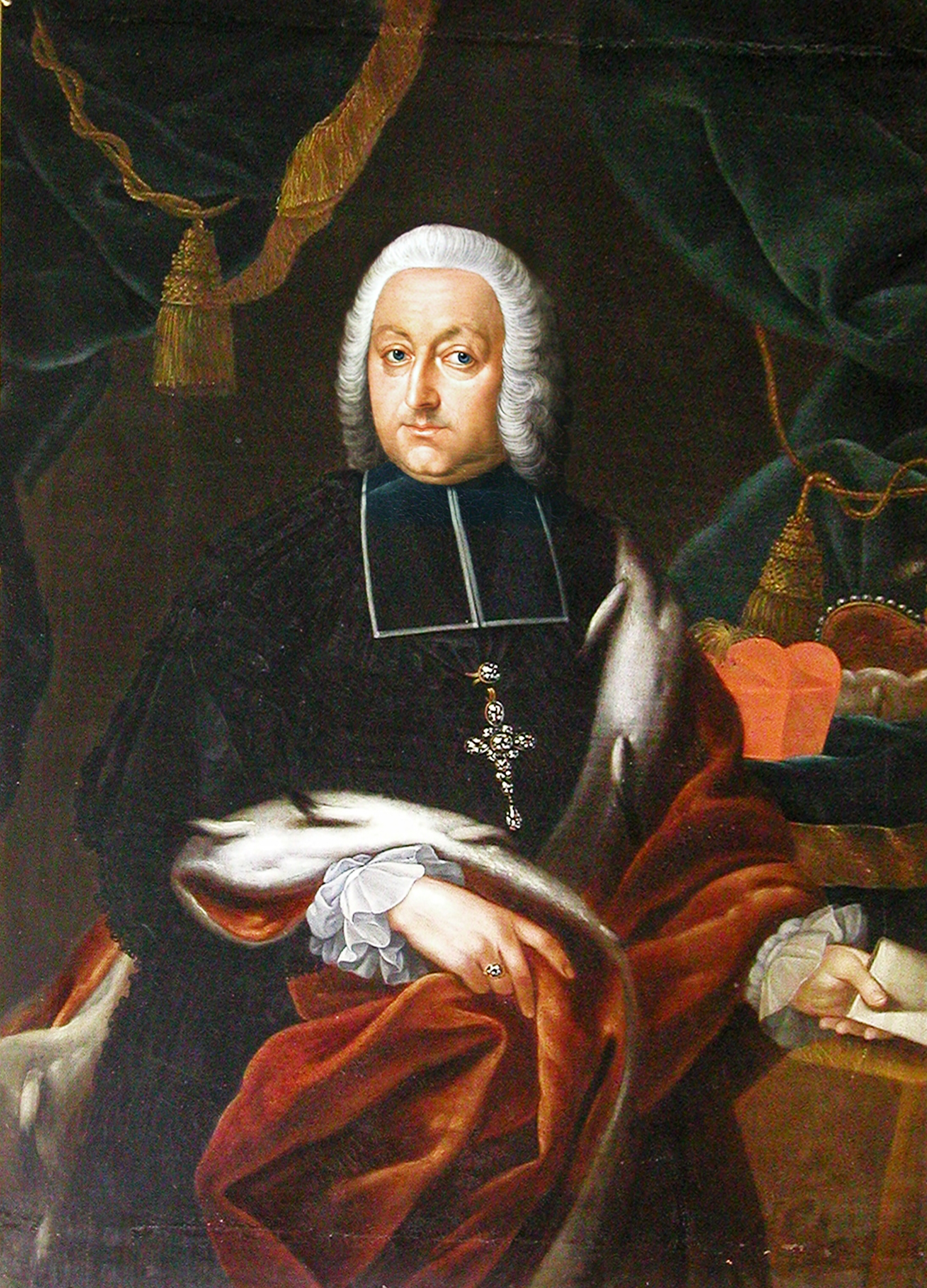
Filippo Antonio, visconte di Franckenstein, principe vescovo di Bamberga.

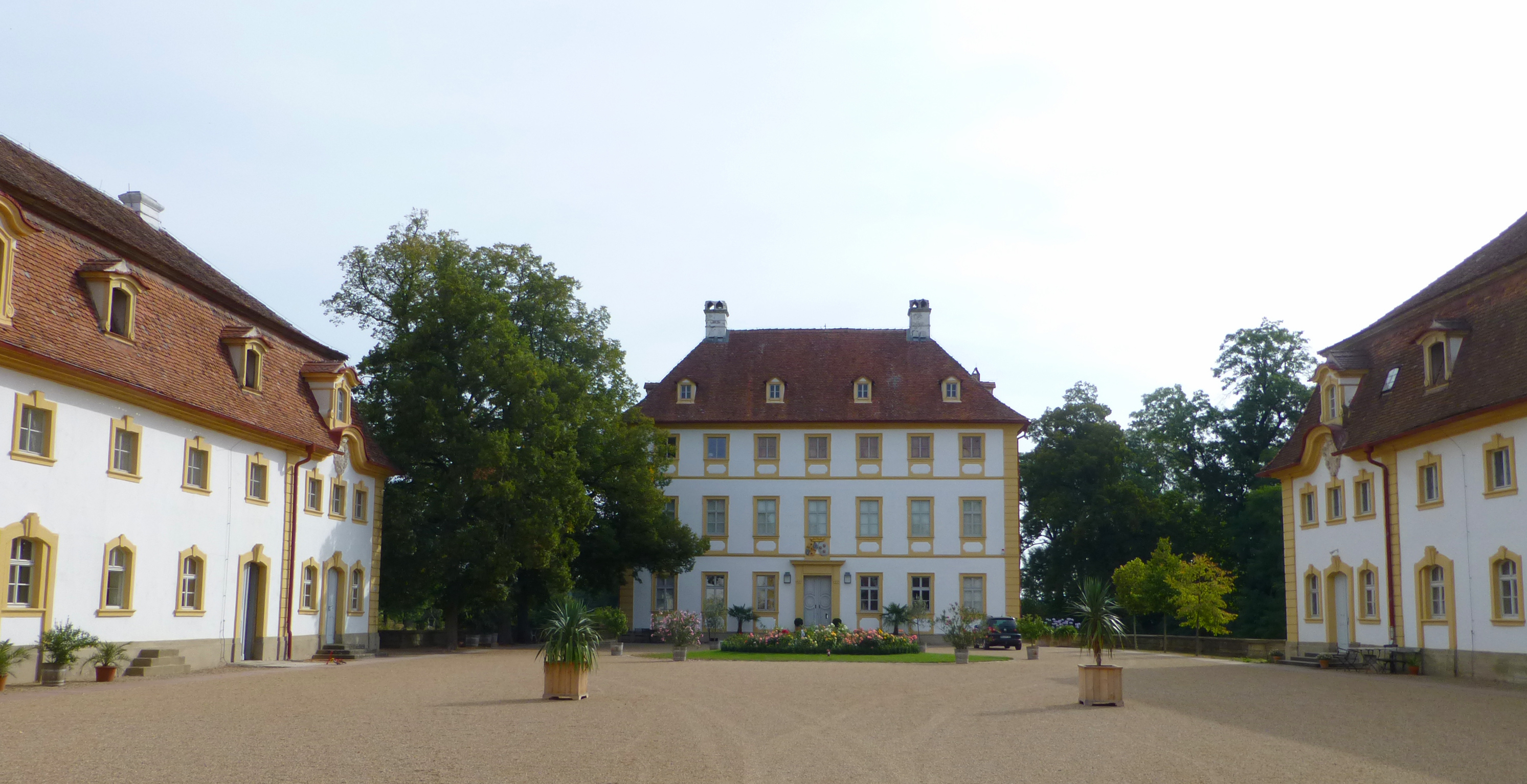
Il castello di Ullstadt (Media Franconia), proprietà privata dei Frankenstein dal 1718.

Wiknand di Luetzelbach († 1180 circa) fu il progenitore della dinastia dei Frankenstein, documentato per la prima volta nell'anno 1118 (V.F. Gudenus, Cod. dipl. Moguntinus I, 1743).
Il suo nipote abiatico Corrado I e la prole di questi costruirono il castello di Breuberg intorno al 1200 e ne fecero proprio il nome. Nel 1239, con il matrimonio di suo figlio con Mechtilde Eberhard I (Elisabeth?), una delle cinque eredi di Gerlach II von Büdingen, balivo imperiale di Wetteraukreis, il potere, il patrimonio e gli interessi della famiglia si stavano inoltre spostando verso la regione della Wetterau, dove Gerlach ed Eberhard III di Breuberg tennero il bailo consecutivamente. Essi vennero sepolti nel monastero di Konradsdorf, cui la famiglia aveva elargito numerose donazioni.
Prima del 1250, Konrad II Reiz von Breuberg costruì il castello di Frankenstein vicino Darmstadt e da allora si fece chiamare "von und zu Frankenstein". Egli fu il capostipite della casata dei Frankenstein, soggetta solamente alla giurisdizione dell'imperatore, con possedimenti a Nieder-Beerbach, Ober-Beerbach, Eberstadt, Ockstadt, nel Wetterau e in Assia. Inoltre, i Frankenstein detenevano i diritti di sovranità in qualità di burgravi a Zwingenberg (castello di Auerbach), Darmstadt, Groß-Gerau, Francoforte sul Meno e Bensheim. Nell'anno 1292 Federico I, signore di Frankenstein, aprì le porte del castello ai conti Guglielmo I e Didier VI di Katzenelnbogen (Contea di Katzenelnbogen), alleandosi con essi e dando loro il libero accesso in caso di guerra. La fortezza non fu mai assediata.
Il matrimonio di Giovanni I di Cleen con Irmela, unica figlia dell'ultimo signore di Cleen, portò non solo terre, ma anche la carica del prevosto di Francoforte ai Frankenstein. Con la crescente influenza della famiglia, la baronia venne costruita nel feudo imperiale del Sacro Romano Impero nel 1402, insieme a una significativa espansione del castello. Come i grandi signori avevano alto potere di giurisdizione, così come il "diritto di patronato" ecclesiastico, il che portò all'emergere di molti conflitti in particolare con la famiglia regnante di Assia, che non tollerava questo rivale così vicino. Essendo inoltre sia i Frankenstein sia i Katzenelnbogen entrambi cattolici e fieri oppositori della Riforma protestante, ebbero lunghi conflitti territoriali e dispute religiose con i langravi d'Assia-Darmstadt luterani, il capo famiglia Giovanni I decise di vendere la signoria al landgravio di Assia nel 1662 (dopo varie cause legali presso il Tribunale della Camera Imperiale) per un importo di 109.000 fiorini e si ritirò nei suoi possedimenti in Wetterau e Franconia.
A causa di molti posti vacanti in relazione alla Riforma, alcuni membri della famiglia poterono riempire un certo numero di uffici e posti non impegnati divenendo canonici, abati e principi-vescovi.
Radu Florescu documenta a pagina 76 del suo libro Frankenstein che, nel 1670, il Sacro Romano Imperatore Leopoldo I d'Asburgo (1658-1705) concesse il titolo di "Barone dell'Impero (Freiherr)" ai Frankenstein.
Dopo la vendita di Frankenstein, la famiglia si ritirò nei suoi possedimenti a Wetterau e acquisì la signoria di Ullstadt all'inizio del XVII secolo nella Media Franconia. Nel XIX secolo acquistarono anche la signoria di Thalheim bei Wels in Austria.
La famiglia è composta ancora da due rami esistenti in Germania, Austria, Inghilterra e Stati Uniti.

## Esponenti celebri della famiglia
- Johann Karl von Frankenstein (Castello di Frankenstein, 1610 – Worms, 29 settembre 1691), vescovo cattolico tedesco della diocesi di Worms;
- Johann Philipp Anton von und zu Frankenstein (Forchheim, 27 marzo 1695 – Bamberga, 3 giugno 1753), principe-vescovo di Bamberga dal 1746 al 1753;
- Clemens von und zu Franckenstein (Wiesentheid, 14 luglio 1875 – Monaco di Baviera, 19 agosto 1942), compositore tedesco;
- Georg von und zu Franckenstein (1878 - 15 ottobre 1953), ambasciatore austriaco a Londra dal 1920 al 1938.

## Galleria d'immagini

Stemma originario dei Franckenstein
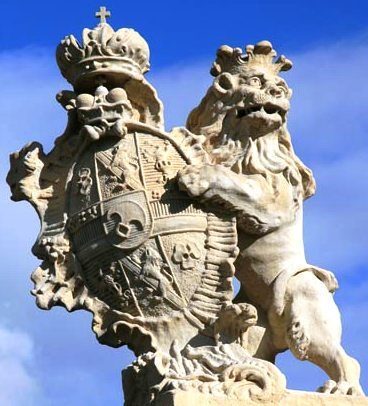
Cimiero dei Franckenstein nel castello di Ullstadt
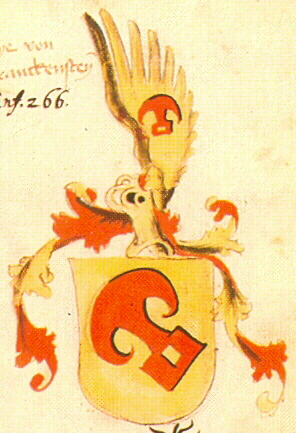
Stemma dei Franckenstein nell'armoriale noto come "Codice Ingeram" (Ingeram-Codex in tedesco)
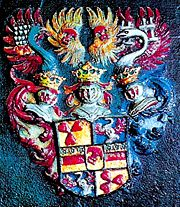
Stemma dei Franckenstein nel palazzo municipale di Darmstadt-Eberstadt
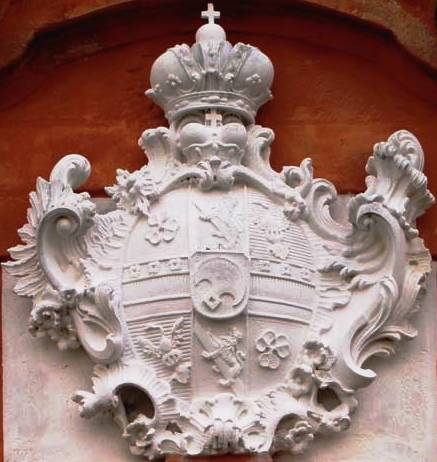
Stemma dei Franckenstein nel castello di Seehof